# 帕劳达
帕劳达（Phalauda），是印度北方邦Meerut县的一个城镇。总人口17200（2001年）。

## 人口
该地2001年总人口17200人，其中男性9073人，女性8127人；0—6岁人口3183人，其中男1780人，女1403人；识字率48.83%，其中男性为58.77%，女性为37.74%。